# Les Menus
Les Menus és un municipi francès situat al departament de l'Orne i a la regió de Normandia. L'any 2007 tenia 191 habitants.

## Demografia

### Població
El 2007 la població de fet de Les Menus era de 191 persones. Hi havia 69 famílies de les quals 12 eren unipersonals (12 homes vivint sols), 12 parelles sense fills, 33 parelles amb fills i 12 famílies monoparentals amb fills.
La població ha evolucionat segons el següent gràfic:
Habitants censats

### Habitatges
El 2007 hi havia 112 habitatges, 69 eren l'habitatge principal de la família, 40 eren segones residències i 3 estaven desocupats. 111 eren cases i 1 era un apartament. Dels 69 habitatges principals, 62 estaven ocupats pels seus propietaris i 7 estaven llogats i ocupats pels llogaters; 2 tenien una cambra, 2 en tenien dues, 25 en tenien tres, 19 en tenien quatre i 22 en tenien cinc o més. 45 habitatges disposaven pel capbaix d'una plaça de pàrquing. A 33 habitatges hi havia un automòbil i a 35 n'hi havia dos o més.

### Piràmide de població
La piràmide de població per edats i sexe el 2009 era:
| Homes | Edats   | Dones |
| ----- | ------- | ----- |
| 0     | 95 o +  | 0     |
| 0     | 90 a 94 | 0     |
| 0     | 85 a 89 | 0     |
| 0     | 80 a 84 | 0     |
| 4     | 75 a 79 | 4     |
| 4     | 70 a 74 | 4     |
| 4     | 65 a 69 | 0     |
| 8     | 60 a 64 | 0     |
| 4     | 55 a 59 | 4     |
| 8     | 50 a 54 | 12    |
| 0     | 45 a 49 | 0     |
| 8     | 40 a 44 | 4     |
| 4     | 35 a 39 | 8     |
| 12    | 30 a 34 | 4     |
| 16    | 25 a 29 | 0     |
| 8     | 20 a 24 | 0     |
| 8     | 15 a 19 | 8     |
| 8     | 10 a 14 | 8     |
| 0     | 5 a 9   | 0     |
| 4     | 0 a 4   | 0     |

## Economia
El 2007 la població en edat de treballar era de 123 persones, 84 eren actives i 39 eren inactives. De les 84 persones actives 72 estaven ocupades (43 homes i 29 dones) i 11 estaven aturades (3 homes i 8 dones). De les 39 persones inactives 19 estaven jubilades, 7 estaven estudiant i 13 estaven classificades com a «altres inactius».

### Ingressos
El 2009 a Les Menus hi havia 65 unitats fiscals que integraven 179 persones, la mediana anual d'ingressos fiscals per persona era de 18.061 €.

### Activitats econòmiques
Dels 7 establiments que hi havia el 2007, 1 era d'una empresa extractiva, 1 d'una empresa de construcció, 1 d'una empresa de comerç i reparació d'automòbils, 2 d'empreses de serveis, 1 d'una entitat de l'administració pública i 1 d'una empresa classificada com a «altres activitats de serveis».
L'únic servei als particulars que hi havia el 2009 era una lampisteria.
L'any 2000 a Les Menus hi havia 13 explotacions agrícoles.

## Poblacions properes
El següent diagrama mostra les poblacions més properes.